# 渡辺信夫
渡辺 信夫（わたなべ のぶお、1923年5月5日 - 2020年3月27日）は、日本の神学者、牧師。日本キリスト教会の指導者。京都大学哲学科卒業。ジャン・カルヴァンの『キリスト教綱要』の翻訳者として知られる。

## 生い立ち
大阪府出身。田舎のクリスチャン・ホームに生まれたが、両親は神社参拝をしてもよいと教えていた。当時から主流派キリスト教会は、宗教的な妥協の道を歩んでいたのである。旧制高校時代は、偶像礼拝という意識がないままに、級長として神社参拝を行っていた。
また戦争中は日本軍の将校として、神社拝礼を指揮した。1949年京都大学文学部哲学科卒。1977年「カルヴァンの教会論」で京都大学文学博士。大学卒業後、神学を学ぶ過程で、その行為が「教会」を通して行われた背信行為であり、神の前（コーラム・デオ）に偶像礼拝の罪であるという意識を持つに至った。 そこから朱基徹について学び始めたという。 信州夏季宣教講座を毎年開催。
「世田谷・九条の会」呼びかけ人を務めた。
2020年3月27日、96歳で死去。

## 牧会伝道
1949年に伝道者となり、1958年、開拓伝道を始め、日本キリスト教会東京告白教会が形成された。
渡辺牧師は、日本基督教団の理念である公会主義の存在自体を否定している。「「公会主義」を担ぐ人は旧日基の時からいたが、資料を客観的に見て行けば蜃気楼のように消えてしまう幻想である。教団は長い間この夢物語を神話化して、その神話によって教団合同を正当化していた。」という。

日本基督教団は教会ではなく、教会ではないものも混ざっていると指摘している。

## 経歴
- 1949年、伝道者となる。
- 1958年 開拓伝道を始め、日本キリスト教会東京告白教会を形成。
- 2008年 キリスト教功労者受賞[7]

## 著作
- 『カルヴァン 宗教改革者』新教出版社 キリスト教少年文庫 1962
- 『教会論入門』新教出版社 新教新書 1963
- 『アブラハムの神 創世記12-23章の講解説教』新教出版社 新教新書 1966
- 『マルコ福音書講解説教 第1 (1章1節-8章38節)』新教出版社 1966
- 『カルヴァン』清水書院 センチュリーブックス 人と思想 1968
- 『マルコ福音書講解説教 第2 (9章1節-16章20節)』新教出版社 1968
- 『ライ園留学記』教文館 愛と希望の記録 1969
- 『戦争責任と戦後責任』新教出版社 今日のキリスト教双書 1971
- 『カルヴァンとともに』国際日本研究所 1973
- 『神と魂と世界と 宗教改革小史』白水社 1980
- 『イリアン・ジャヤへの道』新地書房 1987
- 『教会が教会であるために 教会論再考』新教出版社 新教新書 1992
- 『戦争の罪責を担って 現代日本とキリスト者の視点』新教出版社 新教新書 1994
- 『アジア伝道史』いのちのことば社 1996
- 『今、教会を考える 教会の本質と罪責のはざまで』新教出版社 1997
- 『カルヴァンの『キリスト教綱要』について』神戸改革派神学校 1998
- 『古代教会の信仰告白』新教出版社 2002
- 『プロテスタント教理史』キリスト新聞社 2006年
- 『カルヴァンの『キリスト教綱要』を読む』新教出版社 2007
- 『イサクの神、ヤコブの神 創世記講解説教』新教出版社 2010
- 『カルヴァンから学ぶ信仰の筋道 生誕500年記念講演集』新教出版社 2010
- 『使徒行伝講解説教』全4巻 教文館 2011
- 『戦争で死ぬための日々と、平和のために生きる日々』いのちのことば社 2011

### 共著
- 『神社参拝を拒否したキリスト者』趙寿玉 証言 聞き手 新教出版社 2000
- 『キリスト者の時代精神、その虚と実 キリシタン・新渡戸稲造・矢内原忠雄・柏木義円』岩崎孝志,山口陽一共著 信州夏期宣教講座編 いのちのことば社 21世紀ブックレット 2005
- 『主の民か、国の民か』岩崎孝志,野寺博文,金山徳共著 信州夏期宣教講座編 いのちのことば社 21世紀ブックレット 2006
- 『教会の戦争責任・戦後責任』山口陽一,安藤肇,高桑照雄,岩崎孝志共著 信州夏期宣教講座編 いのちのことば社 21世紀ブックレット 2008
- 『キリスト者の平和論・戦争論』信州夏期宣教講座編 岡山英雄,李象奎,野寺博文,岩崎孝志共著 いのちのことば社 21世紀ブックレット 2009
- 『東日本大震災から問われる日本の教会 災害・棄民・原発』朝岡勝,内藤新吾,金谷政勇,佐藤信行共著 信州夏期宣教講座編 いのちのことば社 21世紀ブックレット 2013
- 『改憲へ向かう日本の危機と教会の闘い』野寺博文,水草修治,李省展,笹川紀勝共著 信州夏期宣教講座編 いのちのことば社 21世紀ブックレット 2014

### 翻訳
- エミール=G.レオナール『プロテスタントの歴史』白水社 文庫クセジュ 1953
- ヴィルヘルム・ニーゼル『教会の改革と形成』新教出版社 1956
- ジャン・カルヴァン『信仰の手引き』新教出版社 1956
- ジャン・カルヴァン『苦難と栄光の主 イザヤ書53章による説教』新教出版社 1958
- 『カルヴァン新約聖書註解 第7　ローマ書』カルヴァン著作集刊行会 1959
- ヴィルヘルム・ニーゼル『カルヴァンの神学』新教出版社 1960
- ジャン・カルヴァン『キリスト教綱要』カルヴァン著作集刊行会 1962-1965 新教出版社
- ニーゼル『教会の改革と形成』新教出版社 新教新書 1970
- W.ニーゼル『神の栄光の神学 日本基督教会神学校植村正久記念講座』新教出版社 1981
- 『カルヴァン旧約聖書註解 [5]創世記 1』新教出版社 1984
- ジャン・カルヴァン『ジュネーヴ教会信仰問答 翻訳・解題・釈義・関連資料』編訳 新地書房 1989　教文館 1998
- W.ニーゼル『福音と諸教会 信条学教本』教文館 2008
- ジャン・カルヴァン著 I.ジョン・ヘッセリンク 編『祈りについて 神との対話』秋山徹共訳 新教出版社 2009